# Sodalicio de Vida Cristiana
El Sodalicio de Vida Cristiana (també conegut pel seu nom en llatí com Sodalitium Christianae Vitae, (SCV) va ser una societat de vida apostòlica de dret pontifici, és a dir, una comunitat pertanyent a l'Església catòlica composta per fidels laics i clergues. Suprimida per la Santa Seu el 2025.
Aquesta entitat va ser fundada a Lima (Perú) per Luis Fernando Figari el 8 de desembre de 1971. Vint-i-sis anys després va ser reconeguda com a societat de dret pontifici pel papa Joan Pau II, el 1997. Juntament amb el Moviment de Vida Cristiana, la Fraternitat Mariana de la Reconciliació, les Serves del Pla de Déu, entitats que conformaven l'anomenada "Familia Sodálite". Després de greus denúncies d'abusos, el papa Francesc la va dissoldre el 2025.
Des de l'any 2000, el grup religiós va estar marcat per denúncies d'abusos psicològics, físics i sexuals contra menors d'edat per part de la seva cúpula, inclòs el seu fundador Luis Fernando Figari, comesos des de la seva fundació. Fetes públiques pel mateix episcopat peruà.També per pràctiques econòmiques inapropiados.
D'ençà que es van fer-se públiques les denúncies, diversos periodistes foren hostilitzats por l'organització. També l'entitat es dedicà a difondre notícies falses incriminadores referides a prelats que des de la mateixa Església denunciaven els abusos i males pràctiques del Soldalicio.
El juliol de 2023, el Vaticà encarregà al català Jordi Bertomeu i Farnós, prevere que s'ha distingit en la persecució de la pedofília en entitats catòliques, investigar  la societat Sodalicio de Vida Cristiana. Investigació que conclou en la proposta de dissolució de l'entitat. A inicis de 2025, el papa Francesc decidí la supressió de la societat. Motivada per “l'absència d'un carisma fundacional legítim i els greus casos d'abusos comesos pel seu fundador, Luis Fernando Figari, i altres membres destacats”. La societat Sodalicio comptava en aquell moment amb 135 membres i sis comunitats al Perú.